# Classe Piratini
A Classe Piratini é uma classe de navios patrulha (NPa) da Marinha do Brasil construídos no Arsenal de Marinha do Rio de Janeiro, baseados na Classe Cape, de origem norte-americana.
Estes navios foram incorporados entre 1970 e 1971 e classificados como Navios Patrulha Costeiros (NaPaCo). A metralhadora e o morteiro geminados da proa foram  substituídos em 1985 por um canhão de 20mm Oerlikon Mk 10. Em 1993, foram transferidos para patrulhas fluviais na Flotilha do Mato Grosso e no Grupamento Naval do Norte, pois seu projeto sempre considerou o uso em rios.

## Lista de Navios

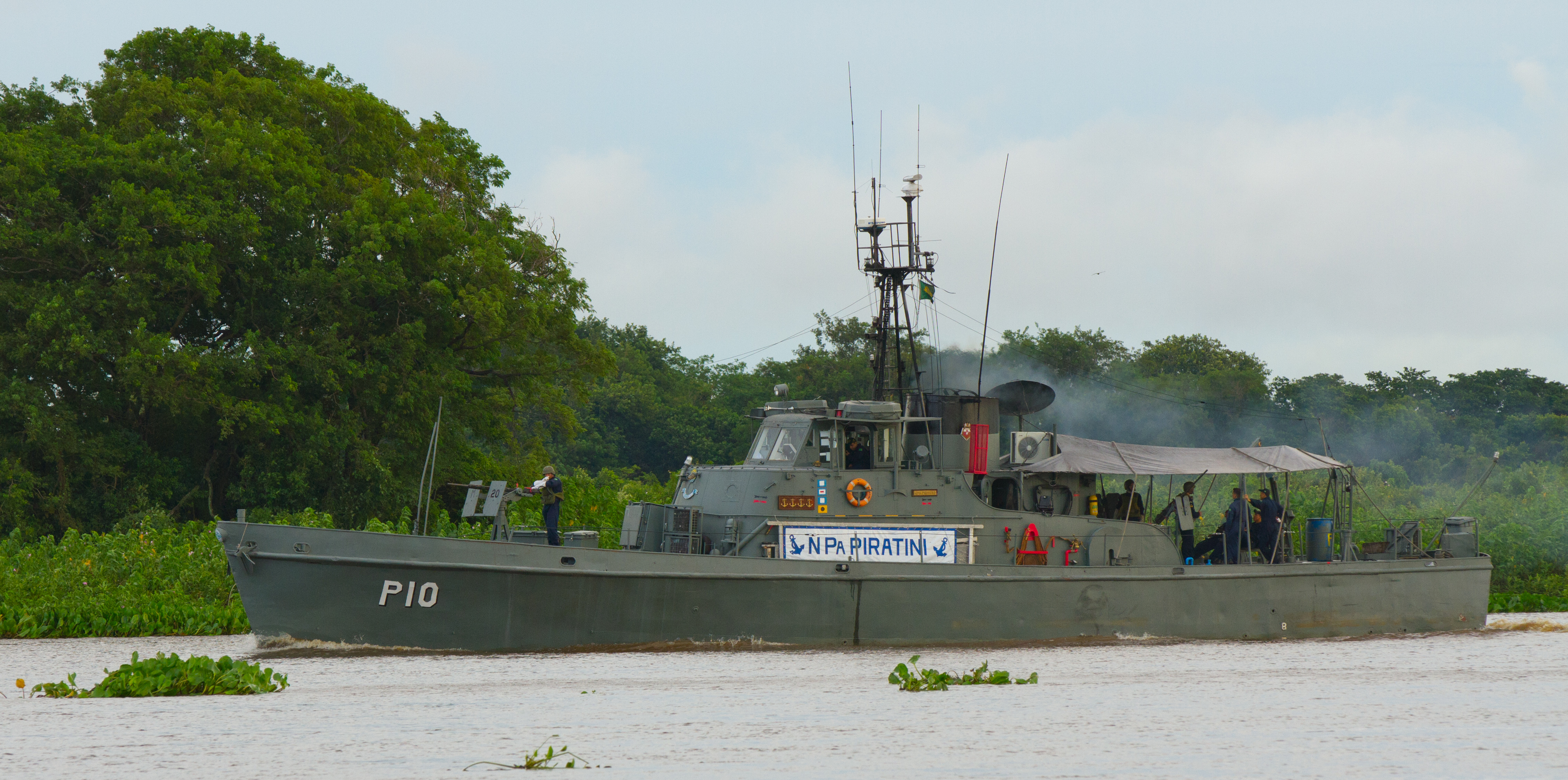
NPa Piratini (P-10).

- P-10 - Piratini
- P-11 - Pirajá
- P-12 - Pampeiro
- P-13 - Parati
- P-14 - Penedo
- P-15 - Poti

## Características
- Deslocamento (toneladas): 105-padrão / 146-plena carga
- Dimensões (metros): 29 x 5,8 x 2
- Tripulação: 15
- Propulsão: 4 motores diesel Cummins VT-12M;
- Velocidade (nós): 17
- Raio de Ação (milhas): 1.000 a 15 nós e 1.700 a 12 nós
- Armamento:
  - No projeto: 3 metralhadoras 12,7 mm, a da proa em um reparo geminado com um morteiro de 81 mm.
  - Atualmente: 2 metralhadoras 12,7 mm e um canhão de 20mm Oerlikon Mk 10.
- Construtor: Arsenal de Marinha do Rio de Janeiro